# Carali
Paul Karali, dit Carali, est un auteur de bande dessinée français né le 30 décembre 1945 à Héliopolis (royaume d'Égypte).

## Biographie
Paul Karali émigre à 15 ans au Liban où il rencontre Gudule (pseudonyme d'Anne Liger-Belair) qui devient sa compagne. Il arrive à Paris en 1970. Il fait des jeux pour Pif Gadget puis dessine pour différents journaux (Hara-Kiri, Pilote, l'Écho des savanes, Charlie mensuel, Fluide glacial, Charlie Hebdo).
Il fonde le journal Le Petit Psikopat en 1982 qui devient le mensuel Psikopat en juin 1989,, ainsi que les éditions du Zébu en 1989. Cet éditeur publie le Psikopat et les albums des auteurs du journal. Les planches de Carali parues dans le Pskio sont collectées en albums.
De 1984 à 1986, il dessine également dans le magazine d'informatique Hebdogiciel (illustrations, virgules et manchettes des programmes des numéros 78 au 168), puis dans Micro News. Il a également collaboré au journal l'Idiot international, hebdomadaire satirique fondé par Jean-Paul Sartre, sous la direction de Jean-Edern Hallier.
En 1999 il fonde le groupe musical Copains comme cochons avec Jacques Lerouge.
En 2019, Carali publie le dernier numéro de Psikopat.

### Famille et entourage
Carali est membre de la famille Karali. Il est plus jeune que son frère Édouard Karali, dit Édika, et est le père d'Olivier Carali alias Olivier Ka et de Mélanie Carali alias Mélaka. Son fils aîné, Frédéric, tient une boutique consacrée au cinéma : La Bande des Cinés.

## Albums
- Le Petit psikopat illustré, Éditions du Fromage, 1977
- L'amalgame, Le Square - Albin Michel, 1979
- Kwika, éditions Albin Michel, 1980  (ISBN 2-226-01074-2)
- Quand est-ce qu'on baise ?, Calva, 1983  (ISBN 2-904598-01-4)
- Histoires à la con !, Artefact, 1985  (ISBN 2-86697-094-2)
- Objectif Nul, Shift, 1986  (ISBN 2-904662-10-3)
- Logoz, Vitrine, 1988 (100 ex.)
- Yahoga !, Éditions du Zébu, 1991  (ISBN 2-908806-01-0)
- René Flapahoga accro de micro, Glénat, 1991  (ISBN 2-7234-1352-7)
- Les Crétins sont des abrutis, Éditions du Zébu, 1992  (ISBN 2-908806-03-7)
- Amédée Bill est un héros, Éditions du Zébu, 1993  (ISBN 2-908806-05-3)
- Parano, Éditions du Zébu, 1994  (ISBN 2-908806-11-8)
- Marie-Paule est romantique, Éditions du Zébu, 1994  (ISBN 2-908806-08-8)

- Les Contes d'un conteur

1. Tome 1, éditions Albin Michel, 1981  (ISBN 2-226-01343-1)
2. Tome 2, Éditions du Zébu, 1998[3],  (ISBN 2-908806-25-8)
3. Tome 3, La Boîte à Bulles, 2008  (ISBN 978-2-84953-062-7)

- Le Docteur Tutut :
  - Les Histoires du Docteur Tutut, éditions du Square, 1979
  - Docteur Tutut est un cas, Calva, 1983
  - Docteur Tutut est rassurant, éditions du Zébu, 1999

- Monsieur Paulot

1. Les Vacances de Monsieur Paulot, éditions du Zébu, 2002[4]
2. La Poule à Paulot, éditions du Zébu, 2002
3. Mutinerie à la ferme, La Boîte à Bulles, 2006
4. Y a comme un souci !, Psikopat, 2016

- Absurdicus : 2 tomes, éditions du Zébu, 2016
- Kolossale rigolade : 7 tomes, 2011 à 2018
- Odeur de brûlé, 2 tomes, Psikopat, 2015 à 2018